# 第14回宝塚記念
1973年6月3日に阪神競馬場で行われた第14回宝塚記念について詳細する。
- なお、馬齢については当時の表記方法（数え年）とする。

## レース施行時の状況
阪神競馬場の当日は晴れて良馬場で進められていた。春の天皇賞を制したタイテエムが単勝支持率66.6%の圧倒的1番人気に支持され、その後はエイトクラウンとの母仔制覇が懸かるナオキ、天皇賞でタイテエムの3着に入ったシンザン産駒・シンザンミサキ、ハマノパレードと続いた。

## 出走馬と枠順
| 枠番 | 馬番 | 競走馬名         | 性齢 | 騎手       | オッズ     | 調教師     |
| ---- | ---- | ---------------- | ---- | ---------- | ---------- | ---------- |
| 1    | 1    | ハマノパレード   | 牡5  | 田島良保   | 4人(14.3)  | 坂口正二   |
| 2    | 2    | ミリオンパラ     | 牡6  | 戌亥信昭   | 7人(105.2) | 戌亥信義   |
| 3    | 3    | カツタイコウ     | 牡6  | 加賀武見   | 5人(21.9)  | 柄崎義信   |
| 4    | 4    | タイテエム       | 牡5  | 須貝彦三   | 1人(1.5)   | 橋田俊三   |
| 5    | 5    | アイチアサホマレ | 牡6  | 西谷達男   | 7人(117.4) | 上田武司   |
| 6    | 6    | ナオキ           | 牡6  | 佐々木昭次 | 2人(10.3)  | 田中康三   |
| 7    | 7    | シンザンミサキ   | 牡7  | 久保敏文   | 3人(12.6)  | 久保道雄   |
| 8    | 8    | エリモカップ     | 牡7  | 大久保光康 | 6人(39.3)  | 大久保正陽 |

## レース展開
スタートは出遅れ癖のあるミリオンパラが今回も出遅れたものの、その他の7頭は通常のスタートだった。最内1枠1番と言う好枠を生かし、好スタートからハマノパレードが先手を取り、その後にタイテエム・ナオキ・シンザンミサキと有力馬が続いた。
ハマノパレードのマイペースの逃げは最終コーナーを回っても鈍る事無く、最後の直線で一瞬タイテエムに馬体を併せられそうになるものの、二の脚を使いクビ差で逃げ切った。2分12秒7のレコード勝ちであった。
この競走の映像（関西テレビ放送の中継の映像を収録したもの）は、1995年10月20日にポニーキャニオンより発売された「中央競馬GIシリーズ 宝塚記念史」に収録されている。

## レース結果
| 着順 | 枠番 | 馬番 | 競走馬名         | 着差     |
| ---- | ---- | ---- | ---------------- | -------- |
| 1    | 1    | 1    | ハマノパレード   | 2分12秒7 |
| 2    | 4    | 4    | タイテエム       | アタマ   |
| 3    | 6    | 6    | ナオキ           | 1/2      |
| 4    | 5    | 5    | アイチアサホマレ | 8馬身    |
| 5    | 8    | 8    | エリモカップ     | アタマ   |
| 6    | 3    | 3    | カツタイコウ     | 1/2      |
| 7    | 7    | 7    | シンザンミサキ   | 2.1/2    |
| 8    | 2    | 2    | ミリオンパラ     | 1.3/4    |

### 払戻
| 単勝式   | 1   | 1060円 |
| 複勝式   | 1   | 160円  |
| 複勝式   | 4   | 100円  |
| 複勝式   | 6   | 120円  |
| 連勝複式 | 3-7 | 280円  |

## レースのその後
宝塚記念を制したハマノパレードは第3回高松宮杯に出走。しかし、ゴールの残り150m地点で転倒し、左前脚を骨折。普通なら予後不良の診断が下さるが、ハマノパレードは翌朝、殺された。